# ژربرا جامزونی
ژِربِرا جامِزونی(نام علمی: Gerbera jamesonii) نام یک گونه از تیره کاسنیان است. این گیاه با گل‌های رنگی و زیبای خود شما را شاداب می‌کند. ژربرا شب‌ها اکسیژن آزاد می‌کند که اگر دارای مشکلات تنفسی یا آلرژی در زمان خواب هستید، به تنفس راحت شما کمک می‌کند. این گیاه به توجه زیادی در آبیاری و سطح نوری خود نیاز دارد.